# Докутович, Галина Ивановна
Гали́на Ива́новна Докуто́вич (1921—1943) — советская лётчица, участница Великой Отечественной войны, штурман 46-го гвардейского легкобомбардировочного ночного авиационного полка, младший лейтенант.

## Биография
Родилась 20 февраля 1921 года в Гомеле.
Окончила Гомельский аэроклуб (1938), училась в Московском авиационном институте.
В 1941 году добровольцем ушла на фронт. Окончила Энгельсскую авиационную школу. Ещё в период обучения, зимой 1942 года, в качестве штурмана выполняла ответственные полёты на тяжёлом транспортном самолёте «ТБ-3».
Была штурманом 46-го гвардейского Таманского авиаполка лёгких ночных бомбардировщиков. Совершила 136 боевых вылетов.
Летом 1942 года получила тяжёлое повреждение позвоночника. После лечения вернулась в полк, хотя у неё было отпускное свидетельство для лечения на 6 месяцев. Член ВКП(б)/КПСС с 1943 года. После боевых ночных вылетов её мучили боли в позвоночнике, но никто не слышал от неё ни одной жалобы.
Погибла при выполнении боевого задания над станицей Крымская (ныне г. Крымск) Краснодарского края. Похоронена в селе Русское Краснодарского края в братской могиле, где на мемориальной плите начертано её имя.

## Награды и звания
- Орден Красной Звезды[3] — награждена за 101 боевой вылет и сброшенные свыше 12000 кг бомб, в результате которых уничтожена 1 переправа, 6 цистерн с горючим и вызвано 19 взрывов.
- Орден Отечественной войны I степени(1943) — посмертно[4]
- Медаль «За оборону Кавказа»[5]

## Память
- Именем Г. И. Докутович в Белоруссии названа улица в Гомеле[6]; на здании Гомельского политехникума, в котором размещалась школа, где она училась, установлена мемориальная доска.
- Её имя присвоено пионерским дружинам средних школ № 24 и № 27 Гомеля, где созданы мемориальные стенды. Ежегодно в день рождения Галины Докутович и в День Победы — учащиеся этих школ проводят торжественные линейки, к мемориальным стендам возлагают цветы.
- Студенты Гомельского университета и учащиеся политехникума во время трудового семестра зачисляют Г. И. Докутович почетным бойцом строительных отрядов, а заработанные на её имя деньги перечисляют в Фонд Мира.
- В Гомеле проводится всесоюзный мемориальный турнир её имени по художественной гимнастике.
- Дневник Галины Докутович частично опубликован в книге А. Магида «Гвардейский Таманский авиационный полк» (Москва, 1960 год).
- Одно из её писем хранится в Белорусском государственном музее истории Великой Отечественной войны.
- Мурал в честь советской лётчицы Галины Докутович размещён на здании в Гомеле (ул.Красная, 3). Открыт 2 июля 2024 года, приурочено к 80-й годовщине освобождения Беларуси от немецко-фашистских захватчиков и Дню Независимости Республики Беларусь[7].

## В культуре
- Белорусский писатель Владимир Мехов посвятил Докутович пьесу «Полёт», поставленную республиканским театром юного зрителя[8].
- О ней новелла «Талисман» в повести «От заката до рассвета» (1967) сослуживицы Натальи Кравцовой.